# Obrium tavakiliani
Obrium tavakiliani là một loài bọ cánh cứng trong họ Cerambycidae.